# Туманність (премія)
Премія «Туманність» (кит. 星云奖, піньїнь: xīngyún jiǎng, акад. сін'юнь цзян) — китайська премія в галузі наукової фантастики за найкращі твори китайською. В англомовному світі також відома, як Xingyun Award.
Премія заснована 2010 року Всесвітньою китайською асоціацією наукової фантастики (кит.: 世界华人科幻协会), що розташована у Ченду, провінція Сичуань, і вшановує досягнення незалежно від місця їхньої публікації.

## Умови відбору
Церемонія вручення премії проводиться щорічно. Твори, що беруть участь, повинні бути опубліковані протягом попереднього року і виконані китайською мовою, країна походження твору не обмежується.
Оргкомітет премії, до якого входять члени Всесвітньої китайської асоціації наукової фантастики та члени Товариств шанувальників фантастики, влаштовує для читачів попереднє голосування на вебсайті, в якому зазвичай беруть участь десятки тисяч читачів (понад 40,000 2015-го року). Далі оргкомітет вилучає з рекомендованих громадськістю творів, невідповідні вимогам (невідповідність часу створення, предмету тощо) і відбирає фіналістів. Остаточне визначення переможців з п'яти номінантів є справою журі, що враховує трійку голосів членів оргкомітету та два голоси громадськості.

## Церемонія нагородження
Церемонія нагородження збирає понад 1000 письменників і гостей з Китаю та з-за кордону. Перші три церемонії (2010—2012), а також 6-та церемонія (2015) пройшли у Ченду, Сичуань, де базується асоціація-засновник. У Тайюані (Шаньсі), відбулася церемонія нагородження за 2013 рік. 5-та (2014), 7-ма, 8-ма та 9-та (2016—2018) церемонії вручення Премії «Туманність» відбулися в Пекіні.

## Категорії
Під час заснування премія передбачала дванадцять категорій нагород, але згодом перелік було розширено, а назви частково змінено. Нижче наведено неповний перелік категорій, що отримали нагороду в 2015—2018 рр.
Зауваження:
1. Деякі назви категорій надані в умовному перекладі.
2. За відсутністю українських літературних перекладів назви творів українською надані умовно.

| Категорія                                              | Опис категорії                                                                           | Деякі лауреати |
| ------------------------------------------------------ | ---------------------------------------------------------------------------------------- | --- |
| Найкращий роман (кит.: 最佳长篇小说奖)                 | Науково-фантастичні романи і оповідання, що з'явилися вперше впродовж відповідного року. | Лю Цисінь «Вічне життя Смерті» (кит.: 死神永生, 2011), Чень Цюфань «Сміттєвий потік» (кит.: 荒潮, 2013), Бао Шу «Руїни часу» (кит.: 时间之墟, 2014), Хань Сун «Екзорцизм» (кит.: 驱魔, 2017)      |
| Найкраща повість (кит.: 最佳中篇小说奖)                | Науково-фантастичні романи і оповідання, що з'явилися вперше впродовж відповідного року. | |
| Найкраще оповідання (кит.: 最佳短篇小说奖)             | Науково-фантастичні романи і оповідання, що з'явилися вперше впродовж відповідного року. | Хань Сун «Перероблена цегла» (кит.: 再生砖, 2011), Чень Цюфань «G означає богиня» (кит.: G代表女神, 2012), Чень Цюфань «Прихід світла» (кит.: 开光, 2015), Чень Цюфань «Балін» (кит.: 巴鳞, 2016) |
| Найкращий дитячий роман (кит.: 最佳少儿中长篇小说奖)   | Науково-фантастичні романи і оповідання, що з'явилися вперше впродовж відповідного року. | |
| Найкраще дитяче оповідання (кит.: 最佳少儿短篇小说奖)  | Науково-фантастичні романи і оповідання, що з'явилися вперше впродовж відповідного року. | |
| Найкращий критичний твір (кит.: 最佳科幻/奇幻评论奖)   | Публіцистичні праці про наукову фантастику, дослідження і критика                        | |
| Найкращий письменник (кит.: 最佳科幻/奇幻作家奖)       |                                                                                          | Хань Сун (2010), Лю Цисінь (2010, 2011) |
| Найкраща робота художника (кит.: 最佳美术作品奖)       | Обкладинки та ілюстрації                                                                 | |
| Найкращий дебютант (кит.: 清大紫育杯”最佳青少年作品奖) |                                                                                          | Чень Цюфань (2013) |
| Найкращий редактор (кит.: 清大紫育杯”最佳青少年作品奖) |                                                                                          | |
| Спеціальна нагорода Оргкомітету (кит.: 组委会特别奖)   |                                                                                          | Лю Цисінь (2015) |